# The Long Game (película)
The Long Game es una película de drama histórico estadounidense de 2023, adaptada de la novela Mustang Miracle de Humberto G. García de 2010. La película está dirigida por Julio Quintana y protagonizada por Jay Hernandez, Julian Works, Jaina Lee Ortiz, Brett Cullen, Oscar Nuñez, Paulina Chávez, Gregory Diaz IV, José Julián, Cheech Marin y Dennis Quaid. La película fue estrenada en cines en Estados Unidos por Mucho Más Media el 12 de abril de 2024.

## Sinopsis
La película cuenta la historia real de los San Felipe Mustangs, un grupo de jóvenes mexicano-estadounidenses ubicados en Del Rio, Texas. En la década de 1950, el grupo se dispuso a jugar golf en un club de campo para blancos de la ciudad. A pesar de los prejuicios, los Mustangs superaron estos obstáculos para convertirse en campeones del estado de Texas en 1957.

## Reparto
- Jay Hernandez como JB Peña
- Dennis Quaid como Frank Mitchell
- Cheech Marin como Pollo
- Julian Works como Joe Trevino
- Jaina Lee Ortiz como Lucy Peña
- Brett Cullen como Milton Cox
- Oscar Nuñez como Guerra
- Paulina Chávez como Daniela Torres
- Gregory Diaz IV como Gene
- Christian Gallegos como Mario
- Miguel Angel Garcia como Felipe
- José Julián como Lupe
- Gillian Vigman como Gayle Baker
- Richard Robichaux como director de Del Rio Country Club
- Jimmy Gonzalez como Joe's father
- Michael Southworth como Tim Cox
- Mykle McCoslin como Margaret Cox
- Heather Kafka como Alice Glenn

## Producción
En junio de 2022, se anunció que Jay Hernandez, Jaina Lee Ortiz, Dennis Quaid y Julian Works protagonizarían la película.

## Estreno
The Long Game se estrenó en South by Southwest el 12 de marzo de 2023. Fue estrenado en cines por Mucho Más Media el 12 de abril de 2024.